# Huddersfield & District Works & Combination League
De Huddersfield & District Works & Combination League is een Engelse regionale voetbalcompetitie. Er is één divisie en die bevindt zich op het 19de niveau in de Engelse voetbalpiramide. Dit is een van de laagste niveaus in de piramide.